# Шахово (Белгородская область)
Ша́хово — село в Прохоровском районе Белгородской области, Россия. Административный центр Шаховского сельского поселения.
Расположено в южной части района, примерно в 22 км от райцентра Прохоровка. Шахово расположено на Русской равнине и находится над уровнем моря 223 м. В селе действуют начальная и средняя школы и детский сад «Непоседы».
Во время Великой Отечественной войны Шахово находилось в зоне знаменитого Прохоровского танкового сражения. Также в селе находится 2 памятника "В память о погибших воинах Великой Отечественной войны" и  братская могила погибших красноармейцев.

## История
Село Шахово образовалось путем переселения на данную местность служилых людей Сажновского стана Белгородского уезда и являлось военным поселением. В переписных книгах оно упоминается с 1678 года.  
Свое название оно получило от фамилии первопоселенца Шахова, переселившегося с четырьмя сыновьями из Тулы.
В 1792 году в селе была построена деревянная Васильевская церковь, разрушенная впоследствии во время Второй Мировой войны.
По данным переписи в 1880 году в Шахово насчитывалось 160 дворов, 1542 жителя, были построены школа, молитвенный дом.
В конце XIX века Шаховская волость включала 17 селений и 19 поземельных общин, со временем была упразднена , часть её отошла к Лесковской волости, часть – к Новооскочанской волости. Само село располагалось между железнодорожными станциями Прохоровка и станцией Кустарная (ныне Сажное). Жители были заняты на разгрузо-погрузочных работах, также занимались добычей охры. В 1915 году была построена больница, которая вскоре сгорела и прием были вынуждены вести в здании больничной бани.
19 мая 1924 года приказом Корочанского исполкома село Шахово становится волостным центром уже во второй раз. На тот момент территория волости составляла 480 кв. км, охватывала 78 населенных пункта. По новому административному делению в Шаховскую волость вошли части Лесковской и Новооскоченской волостей. В селе насчитывалось 320 дворов и проживало 1677 жителей. Весной 1927 года было решено упразднить Шаховскую волость, летом 1928 года был образован Прохоровский район, в состав которого вошёл и Шаховский сельский Совет.
Образованием в селе до 1869 года занималось духовенство, в этом году была открыта первая школа.
В 1931 году построили семилетнюю школу, которая была разрушена во время Великой Отечественной войны. 
Занятия стали проводить в домах. В 1960 году открыла свои двери средняя школа, а в 1962 году при школе образован интернат. В 1986 году школа в селе становится школой-комплексом, в которой помимо основных предметов имелись направления по хореографии, изобразительному искусству и другие. 